# Pigí (Kilkís)
Pour les articles homonymes, voir Pigí (homonymie).
Pigí (grec moderne : Πηγή) est une localité située dans le dème de Péonie, dans le district régional de Kilkís, dans la periphérie de Macédoine-Centrale, en Grèce.
Selon le recensement de 2011, elle compte 152 habitants.